# Comuna Ripînți, Buceaci
Ripînți (în ucraineană Ріпинці) este o comună în raionul Buceaci, regiunea Ternopil, Ucraina, formată din satele Pomirți și Ripînți (reședința).

## Demografie
Componența lingvistică a comunei Ripînți
     Ucraineană (99,91%)
     Alte limbi (0,09%)
Conform recensământului din 2001, majoritatea populației comunei Ripînți era vorbitoare de ucraineană (99,91%), existând în minoritate și vorbitori de alte limbi.